# Pilotrichum tenellum
Pilotrichum tenellum là một loài rêu trong họ Pilotrichaceae. Loài này được (Schwägr.) Müll. Hal. mô tả khoa học đầu tiên năm 1851.